# Anthropémie

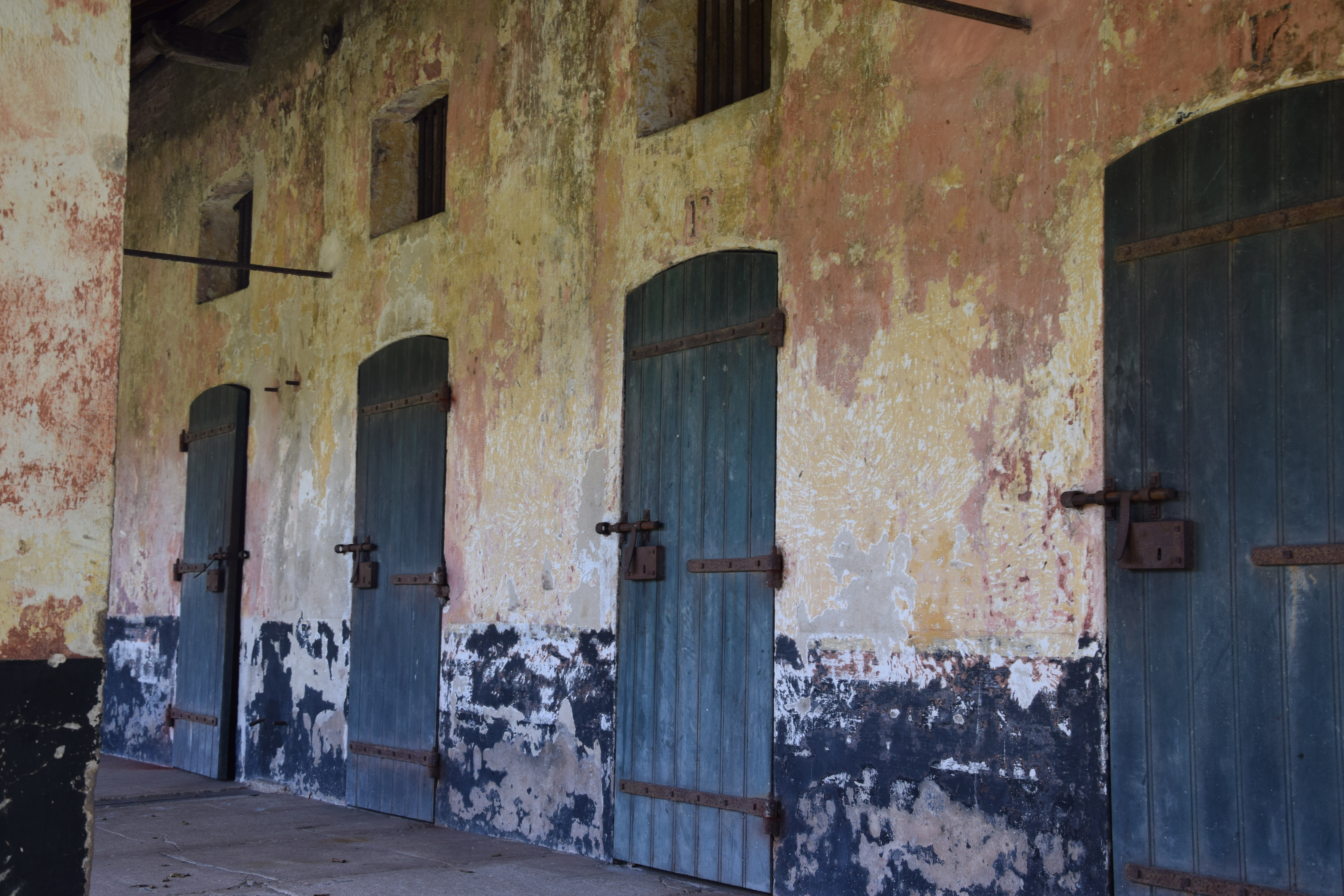
Le bagne de Saint-Laurent du Maroni.

L’anthropémie, mot inventé par Claude Lévi-Strauss dans son œuvre Tristes Tropiques, est un mot qu'il utilise pour stigmatiser le comportement d'une société à écarter des individus. Il est employé par opposition à l'anthropophagie que Claude Lévi-Strauss définit par ailleurs comme la capacité d'une société à assimiler les vertus d'autrui ou à neutraliser son pouvoir.
Claude Lévi-Strauss émaille son récit de ses études anthropologiques au Brésil de plusieurs réflexions ; philosophiques, sociologiques, etc. L'une des plus fortes est une critique de la justice par l'exclusion, de la prison. C’est lors de cette critique que Claude Lévi-Strauss créé le vocable d’anthropémie.
L'envergure de l'auteur, celle de son œuvre et la force du propos font de ce dernier une citation assez courue des essais et devoirs de philosophie ou de sociologie.  Avec souvent un sens élargi et donc partiellement fidèle.

## Racine
Le mot est construit à partir de l'affixe grec anthropo, homme (espèce) et de la terminaison grecque emein, vomir.

## Un mot bien construit
La construction du mot n’est pas hasardeuse puisque le texte contient une vraie opposition entre l’anthropophagie d’une part et l’anthropémie d’autre part, présenté comme finalement les mœurs différentes de deux sociétés forcément horrifiées l’une par l’autre et réciproquement. L’utilisation du même préfixe et de suffixes diamétralement opposés accentue à la fois une forme de parallèle et d’antagonisme que l’auteur introduit lui-même dans son texte et qui sert à sa démonstration.

## Citation
« Prenons le cas de l'anthropophagie qui, de toutes les pratiques sauvages, est sans
doute celle qui nous inspire le plus d'horreur et de dégoût.
[…] Mais surtout, nous devons nous persuader que certains usages qui nous sont propres,
considérés par un observateur relevant d'une société différente, lui apparaîtraient de
même nature que cette anthropophagie qui nous semble étrangère à la notion de
civilisation. Je pense à nos coutumes judiciaires et pénitentiaires. À les étudier du
dehors, on serait tenté d'opposer deux types de sociétés celles qui pratiquent
l'anthropophagie, c'est-à-dire qui voient dans l'absorption de certains individus
détenteurs de forces redoutables le seul moyen de neutraliser celles-ci, et même de les
mettre à profit ; et celles qui, comme la nôtre, adoptent ce qu'on pourrait appeler
l'anthropémie (du grec émein, vomir) ; placées devant le même problème, elles ont
choisi la solution inverse, consistant à expulser ces êtres redoutables hors du corps social
en les tenant temporairement ou définitivement isolés, sans contact avec l'humanité,
dans des établissements destinés à cet usage. À la plupart des sociétés que nous appelons
primitives, cette coutume inspirerait une horreur profonde ; elle nous marquerait à leurs
yeux de la même barbarie que nous serions tentés de leur imputer en raison de leurs
coutumes symétriques.
[…] Plutôt que de consommer quelques-uns de nos semblables, nous préférons les
mutiler physiquement et moralement. »

— Tristes Tropiques, 1955